# Kościół św. Jadwigi w Gliwicach
Kościół Świętej Jadwigi – rzymskokatolicki kościół parafialny należący do dekanatu Gliwice-Łabędy diecezji gliwickiej. Znajduje się na gliwickim osiedlu Brzezinka.

## Historia
Drewniany kościół w Brzezince został ufundowany w 1551 roku, został on rozebrany pod koniec XIX wieku. Obecna, murowana świątynia w stylu neogotyckim (prezbiterium i pierwsza część nawy) została wzniesiona dzięki staraniom księdza proboszcza Henryka Tregera, który pobłogosławił kościół w dniu 18 października 1891 roku. W 1899 roku został ukończony drugi etap budowy świątyni: wieża i druga część nawy. Uroczyście świątynia została poświęcona przez biskupa sufragana wrocławskiego Karla Augustina w dniu 27 maja 1911 roku. Po zakończeniu II wojny światowej świątynia została odrestaurowana w 1962 roku. Podczas prac restauracyjnych zostały odkryte grobowce rodziny Zmeskal (właścicieli Brzezinki) oraz płyta nagrobna Zuzanny Zmeskal z 1648 roku z napisem w języku polskim, która obecnie jest umieszczona w Muzeum w Gliwicach; Zmeskalów pochowano w krypcie pod zakrystią wcześniejszego kościoła. Ostatni gruntowny remont kościoła został przeprowadzony w latach 2000–2010, w ramach przygotowań do jubileuszu setnej rocznicy poświęcenia świątyni, którą obchodzono 29 maja 2011 roku.

## Organy
Organy zostały wybudowane w 1976 roku przez organmistrza Zdzisłaaw Zasadę z Mikołowa. Posiadają wiatrownice stożkowe. Instrument zastąpił wysłużone przedwojenne organy. W 2010 roku został dokładnie wyremontowany przez Macieja Tomaszewskiego z Gliwic. Organy poświęcił biskup Jan Wieczorek, a koncert inauguracyjny wykonał prof. Julian Gembalski wraz z solistką, dr hab. Elżbietą Grodzką-Łopuszyńską.
Dyspozycja instrumentu:
| Manuał I          | Manuał II            | Pedał           |
| ----------------- | -------------------- | --------------- |
| 1. Pryncypał 8'   | 1. Salicet 8'        | 1. Subbas 16'   |
| 2. Holflet 8'     | 2. Gedeckt 8'        | 2. Oktawbas 8'  |
| 3. Gamba 8'       | 3. Dolce 4'          | 3. Fletbas 8'   |
| 4. Oktawa 4'      | 4. Nazard 2 2/3'     | 4. Chorałbas 4' |
| 5. Rurflet 4'     | 5. Bachflet 4'       |                 |
| 6. Gemshorn 2'    | 6. Tercja 1 1/3' (?) |                 |
| 7. Mixtura 3 fach |                      |                 |